# Ґерд Штранцен
Ґерд Штранцен (нім. Gerd Strantzen, 12 грудня 1897 — 30 серпня 1958) — німецький хокеїст на траві.
Бронзовий призер Олімпійських Ігор 1928 року.